# 1833 au théâtre
| Années du théâtre : 1830 - 1831 - 1832 - 1833 - 1834 - 1835 - 1836    |
| Décennies du théâtre : 1800 - 1810 - 1820 - 1830 - 1840 - 1850 - 1860 |

## Pièces de théâtre publiées
- 24 février : Lucrèce Borgia de Hugo est publié chez Renduel.
- 17 novembre : Marie Tudor de Hugo paraît chez Renduel.
- 5 décembre : Le Royaume des Femmes ou Le Monde à l'Envers, pièce fantastique mêlée de chants et danses des Frères Cogniard et Charles Desnoyers, au théâtre de l'Ambigu-Comique
- Les Caprices de Marianne d'Alfred de Musset

## Pièces de théâtre représentées
- 25 janvier : Le Souper du Mari, opéra, paroles des Frères Cogniard et Charles Desnoyers, musique de Monsieur Despréaux, à l'opéra Comique
- 29 janvier : Le Garçon Parfumeur, vaudeville des Frères Cogniard, au Théâtre des Folies-Dramatiques
- 2 février : Lucrèce Borgia de Victor Hugo, au Théâtre de la Porte-Saint-Martin
- 30 mai : Quitte pour la peur d'Alfred de Musset, comédie créée à l'Opéra de Paris
- 12 août : Un Bon Enfant, vaudeville des Frères Cogniard et Paul de Cock, au théâtre du Palais-Royal
- 24 août : La Courte-Paille, drame-vaudeville des Frères Cogniard, au Théâtre des Folies-Dramatiques
- 6 novembre : Marie Tudor de Victor Hugo, au Théâtre de la Porte-Saint-Martin

## Naissances
- 8 octobre : André Theuriet

## Décès
- 10 mai : François Andrieux.
- 15 mai : Edmund Kean, comédien britannique de théâtre shakespearien, né le 4 novembre 1787.
- 25 août : Jean-Louis Laya, auteur dramatique et critique littéraire français, censeur royal des théâtres, né le 4 décembre 1761.